# Clemens August von Kleist
Clemens August von Kleist (* 1720; † 1797) war ein kurkölnischer Generalleutnant.

## Herkunft und familiäres Umfeld
Clemens August Freiherr von Kleist entstammte dem zum Katholizismus konvertierten Zweig des alten pommerschen Adelsgeschlechts von Kleist und war der fünfte Sohn des kurkölnischen Generalleutnants Ewald von Kleist und der Maria Anna Freiin von Manteuffel. Er wurde 1720 geboren und am 2. Mai 1720 getauft.

## Militärische Laufbahn
Der Familientradition folgend, wurde er Soldat und trat statt in preußische, wie bei den evangelischen Zweigen üblich, in kurkölnische Militärdienste. Dort machte er schnell Karriere, nachdem er 1744 zunächst dem Kurfürsten und Erzbischof von Köln als Kämmerer gedient hatte. Zu Beginn des Siebenjährigen Krieges 1756 befehligte er als Generalmajor einen Teil der Reichsarmee unter dem Generalfeldmarschallleutnant Michael Gottfried von Rosenfeld. So nahm er mit seiner Kavallerie aus dem kurkölnischen Kontingent an der Aktion gegen Meißen am 21. September 1757 mit so großem Erfolg teil, dass seine und seiner Einheit Tapferkeit in den Beyträgen zur neuen Staat- und Kriegsgeschichte besonders hervorgehoben wurde. Im Gefecht bei Saalfeld am 2. April 1761 jedoch musste von Kleist mit seiner Einheit der preußischen Übermacht weichen, die nicht nur seine Bagage erbeuteten, sondern auch zahlreiche Gefangene machten, darunter auch seinen jüngeren Bruder Ferdinand Caspar von Kleist, den späteren kurkölnischen Generalwachtmeister.
Nach dem Siebenjährigen Krieg blieb Clemens August im Dienst des Kölner Kurfürsten. Er war Geheimer und Kriegsrat und wurde nicht nur am 20. September 1774 zum Generalleutnant befördert, sondern auch zusätzlich zum Gubernator der kurfürstlichen Residenz Bonn ernannt. Darüber hinaus ehrte ihn der Kurfürst durch Aufnahme als Großkreuzherr in den Hochadeligen Ritterorden St. Michaelis.
Wegen des ihm gehörenden Rittersitzes Buschdorf wurde er am 15. Februar 1789 zur Kurkölnischen Ritterschaft aufgeschworen. Clemens August von Kleist starb unverheiratet 1797.